# Kit de desenvolvimento de software

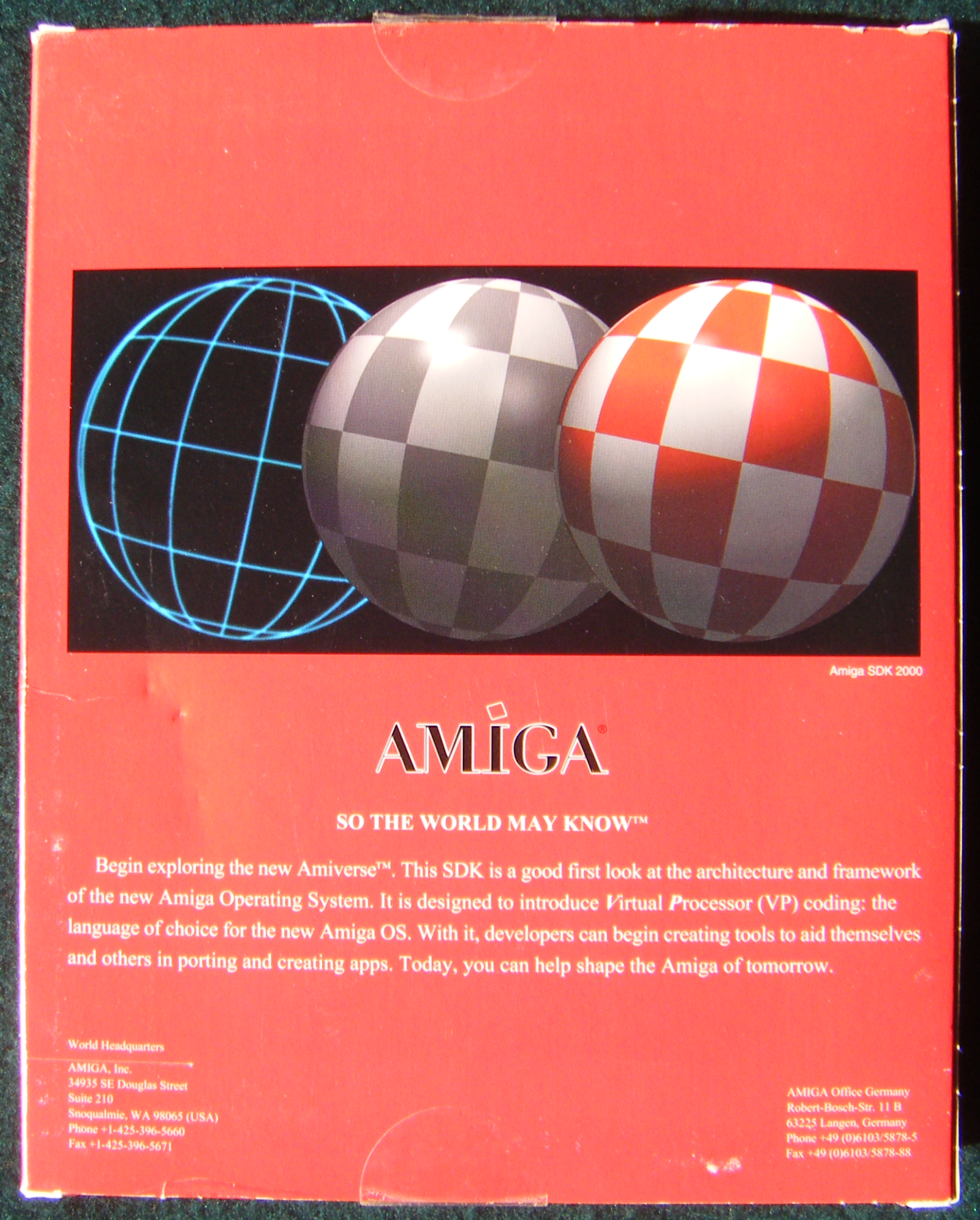
Contracapa do Amiga SDK 2000, publicado em 2000 pela Amiga, Inc

Kit de desenvolvimento de software, também conhecido como Software development kit, SDK ou "devkit", é tipicamente um conjunto de ferramentas de desenvolvimento de software que permite a criação de aplicativos para um certo pacote de software, framework, plataforma de hardware, sistema de computador, console de videogame, sistema operacional, ou plataforma de desenvolvimento similar. Para criar aplicativos, deve-se utilizar um kit de desenvolvimento de software específico, sendo geralmente acompanhadas de um Ambiente de desenvolvimento integrado.

## Aplicação
Normalmente os SDKs são disponibilizados por empresas ou projectos opensource para que programadores externos tenham uma melhor integração com o software proposto ou encorajar o uso de sua plataforma.
Empresas que fornecem SDKs para plataformas, sistemas ou sub-sistemas específicos podem algumas vezes usar outro termo para designar os SDKs. A Apple, por exemplo, fornecem Device Driver Development Kits (DDKs) para o desenvolvimento de device drivers, e a PalmSource chamou o seu kit de desenvolvimento de PalmOS Development Kit (PDK).